# Middelzand
Middelzand is een woonbuurt in het dorp Julianadorp, gemeente Den Helder. De eerste huizen zijn gebouwd rond 1970. De buurt telt voornamelijk rijtjeswoningen en kent naast autochtonen diverse etnische groepen als bewoners, met name Indonesiërs en Antillianen. De inwoners zijn werkzaam in de bollensector, bij de Marine of forensen naar de randstad.

## Algemeen
Middelzand is een buurt in het dorp Julianadorp en voor statistische doeleinden onderdeel van de wijk Julianadorp, een van de acht wijken in gemeente Den Helder. De buurt wordt aan de noordzijde begrensd door de Van Foreestweg en aan de zuidzijde door Zuiderhaaks. De oostelijke begrenzing wordt gevormd door een kanaal, genaamd De Slenk. De buurt Vogelzand en de straat Breewijd vormen de westelijke begrenzing. Een gedeelte van de buurt, genaamd Keysers Plaet, is aangelegd in de jaren 90. De buurt heeft net als de meeste andere buurten in Julianadorp één straatnaam voor de hele buurt met viercijferige huisnummers, waarbij bij clusters van woningen de eerste twee cijfers gelijk zijn. Buslijn 30 rijdt door Middelzand en verbindt de woonbuurt onder meer met station Den Helder Zuid.

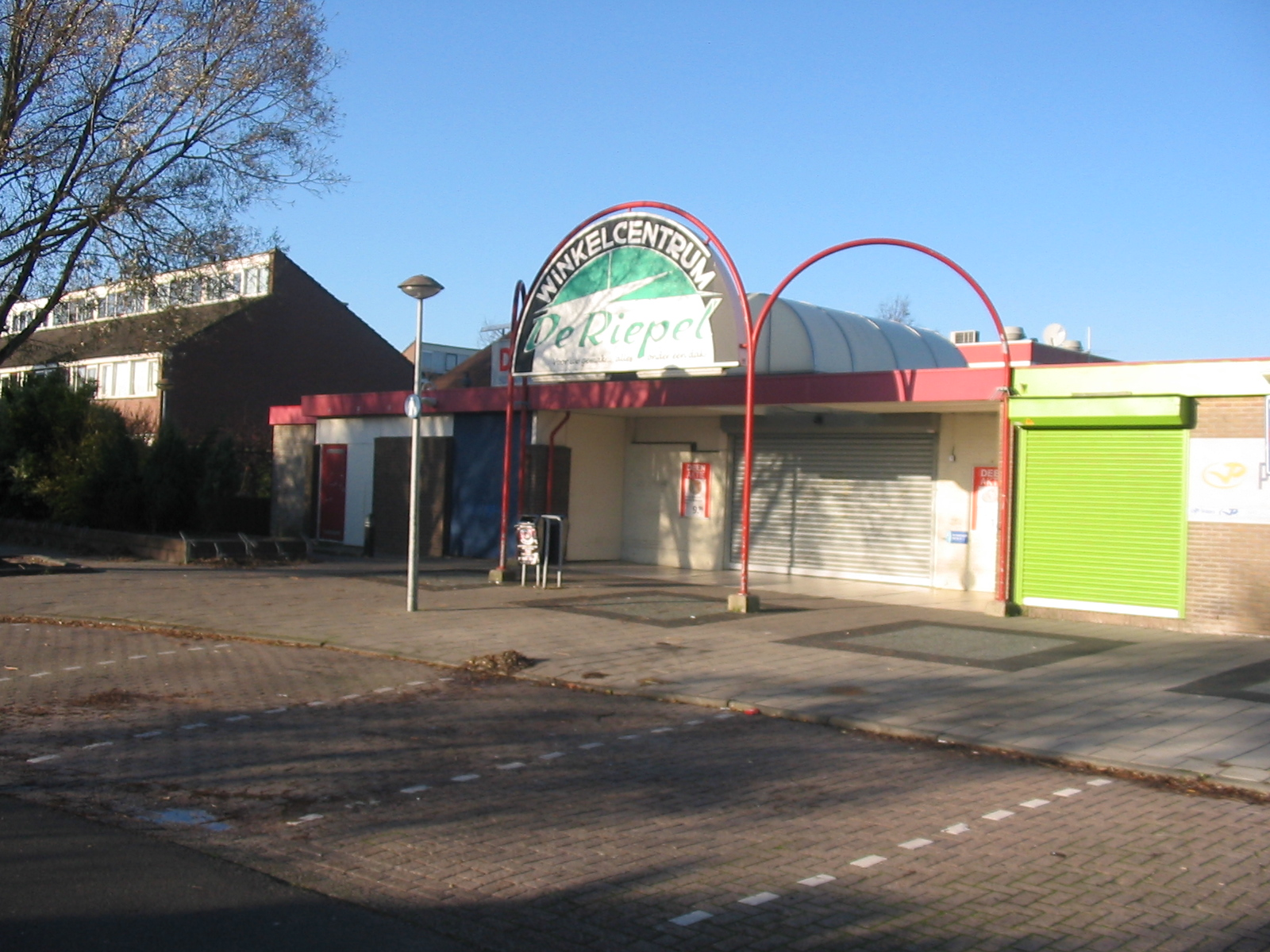
Winkelcentrum "De Riepel"
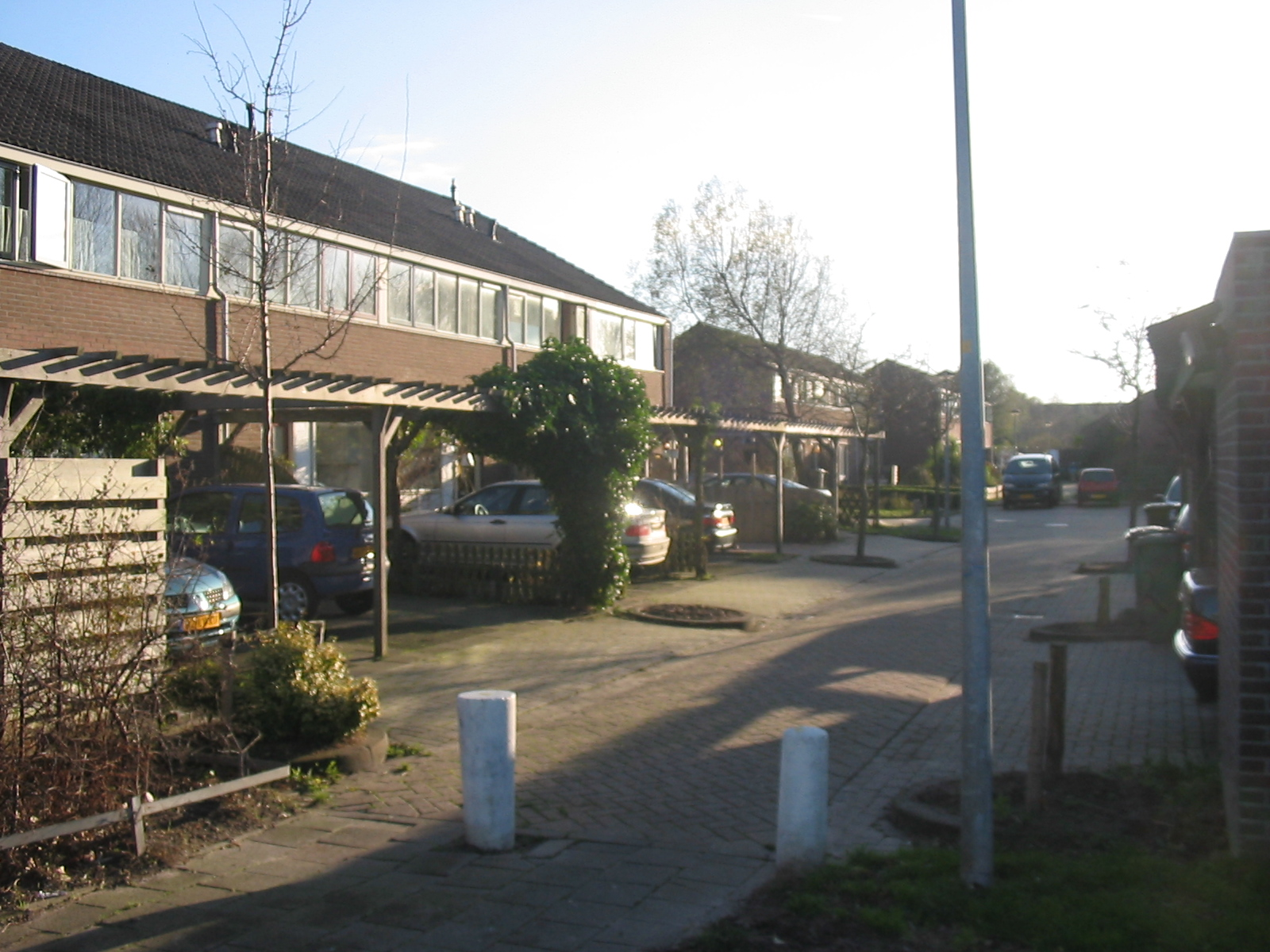
Een straat in Middelzand

## Faciliteiten
Bibliotheek Julianadorp staat in Middelzand en is onderdeel van Kopgroep Bibliotheken. Naast de bibliotheek is MFC 't Dorpshuis Julianadorp te vinden. Deze opende in 2014 na een verbouwing van sporthal "Het Trefpunt". In Middelzand stond ook het overdekte winkelcentrum "De Riepel" met hierin onder andere een supermarkt, kapper en een boekhandel. Het winkelcentrum sloot in 2009 en verhuisde naar nieuwbouw elders in het dorp.
In Middelzand bevinden zich de basisscholen De Kameleon en Prinses Magriet; twee scholen die jaarlijks verdienstelijk presteren tijdens het KNVB Schoolvoetbaltoernooi.

## Onrust in de jaren 90
Begin jaren negentig werden meerdere problemen in Middelzand aangekaart. In de stad Den Helder werden grote groepen immigranten opgevangen, waaronder een groot aantal Antillianen, die zich wegens de relatief goedkope huurhuizen in Nieuw-Den Helder en Middelzand kwamen vestigen. Het merendeel van de woningen behoorde bij oplevering tot de sociale huur. De buurt werd geplaagd door criminaliteit, werkloosheid, verloedering en drugsoverlast en kreeg een slechte naam. Veel bewoners verhuisden de buurt uit, en er werden moeilijk nieuwe huurders gevonden.
De problematiek en aanpak van Middelzand liep enigszins voorop in de woonerfbuurten in Nederland, en bevatte dan ook lessen voor vergelijkbare buurten en projecten. De gemeente en de woningstichting werkten samen aan een aanpak voor de buurt, die moest leiden tot een prettiger woonomgeving. Omdat de investeringen in leefbaarheid en woonomgeving destijds niet tot de kerntaken van woningcorporaties behoorde, zorgde dat voor conflict met het ministerie van VROM. De aanpak bestond onder meer uit gedeeltelijke sloop, verkoop van woningen, nieuwbouw van koopwoningen, verplaatsing van bergingen, een selectief plaatsingsbeleid en hard optreden tegen overlast. Ook werd de voormalige bibliotheek, dat het gebouw deelde met een jongerencentrum, afgebroken en vervangen door een nieuwe bibliotheek. Een deel van de Antilliaanse bewoners verhuisde terug naar de binnenstad van Den Helder. De overlast verschoof gedeeltelijk naar andere buurten. De ervaren woonkwaliteit in Middelzand was als gevolg van de aanpak echter wel verbeterd.
Ook in aan Middelzand grenzende buurten werden maatregelen getroffen, zij het in mindere mate. Hoewel de situatie in Middelzand was verbeterd, werd er nog wel overlast ervaren. Naar aanleiding van een buurtvergadering verscheen er in 2007 een negatief artikel over de buurt in het Noordhollands Dagblad, waarin werd gesuggereerd dat met name Middelzand 33 nog altijd te kampen had met drugs- en geluidsoverlast, en dat dit oversloeg naar omringende straten en buurten. Dit werd door diverse bewoners weersproken. In 2008 bleek dan ook dat er niet of nauwelijks overlast was.